# Lista de deputados estaduais de Minas Gerais da 8.ª legislatura
Esta é uma lista de deputados estaduais de Minas Gerais eleitos para a 8ª Legislatura. São relacionados o nome civil dos parlamentares que assumiram o cargo em 1975, cujo mandato expirou em 1979.

## Composição das bancadas
| Partido | Líder           | Bancada | Posição  |
| ------- | --------------- | ------- | -------- |
| ARENA   | Gerardo Renault | 37 / 61 | Governo  |
| MDB     | Júnia Marise    | 24 / 61 | Oposição |

## Relação
| Nome                                | Partido | Observações |
| ----------------------------------- | ------- | --- |
| Amilcar Campos Padovani             | MDB     | |
| Antônio Soares Dias                 | ARENA   | |
| Artur Fagundes de Oliveira          | ARENA   | |
| Carlos Eloy Carvalho Guimarães      | ARENA   | |
| Christovam Chiaradia                | ARENA   | |
| Cícero Dumont                       | ARENA   | |
| Cyro de Aguiar Maciel               | ARENA   | |
| Dalton Moreira Canabrava            | MDB     | |
| Dênio Moreira de Carvalho           | ARENA   | |
| Domingos Sávio Teixeira Lanna       | ARENA   | |
| Elmo Braz Soares                    | MDB     | |
| Emílio Eddstone Duarte Gallo        | ARENA   | |
| Emílio Haddad Filho                 | MDB     | |
| Euclides Pereira Cintra             | ARENA   | |
| Eurípedes Craide                    | MDB     | |
| Fábio Botelho Notini                | MDB     | Renunciou, para tomar posse como Prefeito Municipal de Divinópolis, sendo substituído por Luiz Alberto Franco Junqueira a partir de 1º/3/1977.                              |
| Fábio Vasconcellos                  | ARENA   | |
| Fernando Junqueira Reis de Andrade  | ARENA   | |
| Genésio Bernardino de Souza         | MDB     | |
| Gerardo Henrique Machado Renault    | ARENA   | |
| Haroldo Lopes da Costa              | MDB     | |
| Humberto de Almeida                 | ARENA   | |
| Jésus Trindade Barreto              | ARENA   | |
| João Bello de Oliveira Filho        | ARENA   | |
| João Carlos Ribeiro de Navarro      | ARENA   | |
| João de Araújo Ferraz               | ARENA   | |
| João Gomes Moreira                  | MDB     | |
| João Marques de Vasconcellos        | ARENA   | |
| João Pedro Gustin                   | ARENA   | |
| João Pinto Ribeiro                  | MDB     | |
| Jorge Orlando Flores Carone         | MDB     | |
| José Bonifácio Tamm de Andrada      | ARENA   | |
| José Ferraz Caldas                  | MDB     | |
| José Laviola Matos                  | ARENA   | |
| José Luiz Baccarini                 | MDB     | |
| José Mendes Honório                 | ARENA   | |
| José Neif Jabur                     | MDB     | |
| José Santana de Vasconcelos Moreira | ARENA   | |
| Júnia Marise Azeredo Coutinho       | MDB     | |
| Kemil Said Kumaira                  | MDB     | |
| Lourival Brasil Filho               | ARENA   | Licenciou-se para ocupar o cargo de Secretário de Estado de Administração, sendo substituído por Delfim de Carvalho Ribeiro no período de 18/3/1975 a 11/5/1978.            |
| Lúcio de Souza                      | ARENA   | |
| Mário Assad                         | ARENA   | Licenciou-se para ocupar o cargo de Secretário de Estado de Trabalho, Ação Social e Desportos, sendo substituído por Carlos José Lemos no período de 18/3/1975 a 11/5/1978. |
| Milton de Lima Filho                | MDB     | |
| Milton Salomon Salles               | ARENA   | |
| Morvan Aloysio Acayaba de Rezende   | ARENA   | |
| Narcélio Mendes Ferreira            | ARENA   | |
| Nílson Gontijo Santos               | MDB     | |
| Pedro Narciso                       | MDB     | |
| Rafael Caio Nunes Coelho            | ARENA   | |
| Raimundo Silva de Albergaria        | ARENA   | |
| Ronaldo Passos Canedo               | ARENA   | |
| Said Paulo Arges                    | MDB     | |
| Sebastião Alves do Nascimento       | ARENA   | Faleceu, sendo substituído por Romel Anísio Jorge no período de 2 a 11/5/1978 e Delfim de Carvalho Ribeiro a partir de 12/5/1978.                                           |
| Sebastião Mendes Barros             | MDB     | |
| Sérgio Mário Ferrara                | MDB     | |
| Sergio Olavo Costa                  | MDB     | |
| Sylo da Silva Costa                 | ARENA   | |
| Telemaco Coriolano Pompei           | ARENA   | |
| Vicente Fernandes Guabiroba         | ARENA   | |
| Wilson Luiz Tanure                  | MDB     | Faleceu, sendo substituído por Rufino da Silva Neto a partir de 5/4/1978.                                                                                                   |